# 1921 au théâtre
| Années du théâtre : 1918 - 1919 - 1920 - 1921 - 1922 - 1923 - 1924    |
| Décennies du théâtre : 1890 - 1900 - 1910 - 1920 - 1930 - 1940 - 1950 |

Cet article présente les faits marquants de l'année 1921 au théâtre.

## Pièces de théâtre publiées
- 10 juin : Cœur à gaz, pièce de Tristan Tzara.

## Pièces de théâtre représentées
- 21 janvier : Le Comédien de Sacha Guitry, représentée pour la première fois sur la scène du Théâtre Édouard VII, avec Lucien Guitry et Renée Falconetti.
- 25 janvier : R. U. R. (Rossumovi univerzální roboti) de Karel Čapek, créée à Prague au Théâtre national.
- 5 février : Une danseuse est morte de Charles Le Bargy au théâtre des Galeries royales Saint-Hubert à Bruxelles.
- 21 mars : La Mouette d’Anton Tchekhov, créée à Genève.
- 13 avril : Le Grand Duc de Sacha Guitry, représentée pour la première fois sur la scène du Théâtre Édouard VII.
- 15 avril : Oncle Vania de Tchekhov est jouée à Paris.
- 7 mai : Chanson d'amour : La Maison des trois jeunes filles, comédie musicale en 3 actes adaptée de l'allemand, au Théâtre Marigny.
- 9 mai : Six personnages en quête d'auteur de Luigi Pirandello, à Rome.
- 30 septembre : débuts de Madeleine Renaud à la Comédie-Française dans Il ne faut jurer de rien de Musset.

## Naissances
- 21 juillet : Francis Blanche, acteur, scénariste et réalisateur français.
- 18 septembre : Guy Tréjan, comédien français.

## Décès
- 5 juin : Georges Feydeau (°1862).